# 弗朗索瓦·莫里亚克
弗朗索瓦·莫里亚克 （法语：[fʁɑ̃swa ʃaʁl moʁjak]；奥克语：Francés Carles Mauriac；1885年10月11日－1970年9月1日）是法国小说家、剧作家、评论家、诗人和记者，法国文学院成员（自1933年起），1952年诺贝尔文学奖获得者。他于1958年被授予法国荣誉军团大十字勋章。
莫里亚克在法国波尔多出生，1905年在波尔多大学文学系毕业。他的主要作品有诗集 《握手》、小说《爱的荒漠》等。

## 生平
弗朗索瓦·莫里亚克出生于法国波尔多。他在波尔多大学学习文学，并于1905年毕业，之后他移居巴黎准备在高等商学院（École des Chartes）进行研究生学习。
1933年6月1日，他当选为法兰西学院成员，接替尤金·布里厄（Eugène Brieux）。
曾是“法兰西行动”（Action française）的支持者，他在西班牙内战期间转向左翼，批评天主教会支持佛朗哥。在第二次世界大战法国沦陷于轴心国后，他曾短暂支持菲利普·贝当元帅的亲纳粹政府，但从1941年12月开始加入了法国抵抗运动。他是唯一一位出版过抵抗作品的法兰西学院成员，作品由“午夜出版公司”（Editions de Minuit）出版。
莫里亚克在法国解放后与阿尔贝·加缪发生了激烈的争执。当时，加缪编辑着抵抗报纸《战斗》（Combat，后成为正式日报，直到1947年），而莫里亚克则为《费加罗报》撰写专栏。加缪认为新解放的法国应当清除所有纳粹主义，而莫里亚克则警告说，为了国家的和解，应暂时搁置这些争议。莫里亚克还怀疑，由于解放期间的情绪动荡，正义能否公正和冷静地执行。尽管他曾受到罗贝尔·布拉西亚（Robert Brasillach）的恶劣批评，但他仍为布拉西亚的处决展开了反对运动。
莫里亚克还与罗杰·佩雷菲特（Roger Peyrefitte）发生了激烈的公开争执。佩雷菲特在《圣彼得的钥匙》（Les Clés de saint Pierre，1953）等书中批评梵蒂冈。莫里亚克威胁，如果《快报》（L’Express）继续刊登佩雷菲特书籍的广告，他将辞去当时的职务。这场争斗因佩雷菲特的《特殊友谊》（Les Amitiés Particulières）改编的电影上映而愈加激烈，最终以佩雷菲特发表一封猛烈的公开信为高潮，信中他指责莫里亚克有同性恋倾向，并称他为伪君子（Tartuffe）。
莫里亚克反对法属印度支那，并强烈谴责法国军队在阿尔及利亚使用酷刑。
1952年，他因“在小说中对人类生活的戏剧性进行了深刻的精神洞察和艺术表达”而获得诺贝尔文学奖。他于1958年被授予法国荣誉军团勋章。 他出版了一系列个人夏尔·戴高乐回忆录和传记。莫里亚克的全集在1950至1956年间出版了十二卷。他鼓励埃利·维瑟尔（Elie Wiesel）写下他作为犹太少年在纳粹大屠杀的经历，并为维瑟尔的书《夜》写了前言。
他是作家克劳德·莫里亚克的父亲，也是法国女演员兼作家安妮·维泽姆斯基（Anne Wiazemsky）的祖父，后者与法国导演尚卢·高达合作并结婚。
弗朗索瓦·莫里亚克于1970年9月1日在巴黎去世，葬于法国瓦兹河谷省（Val d’Oise）的维马尔公墓（Cimetière de Vemars）。

## 榮譽
- 作家在1933年成為法蘭西學院院士。
- 1935年，作品《愛的荒漠》獲得法蘭西學院小說大獎。
- 1926年 — 法兰西学院小说大奖
- 1933年 — 法兰西学院成员
- 1952年 — 诺贝尔文学奖
- 1958年 — 法国荣誉军团大十字勋章

## 作品在台灣的出版
- 張秀亞/譯，《恨與愛》，台中市：光啟，1960年。
- 何欣/譯，《愛之荒漠》，台中市：光啟出版社，1962年、1963年再版。
- 胡品清/譯，《寂寞的心靈》，台北市：幼獅書店，1969年再版。
- 諾貝爾文學獎全集編譯委員會/編譯，《拉格維斯特(1951)/摩里亞珂(1952)》，台北市：九華出版：環華發行，1981年。
- 莫里亞克/撰，李哲明/譯，《莫里亞克》，台北市：光復，1987年。

- 桂裕芳/譯，《愛的成長》，台北市：新潮社，1996年。
- 桂裕芳/譯，《愛的荒漠》，台北市：新潮社，1996年。
- 章金敏/譯，《蛇結》，大步文化，2003年。

- 張慧卿、陳思潔/譯，《泰芮絲的寂愛人生》（Therese Desqueyroux），現在文化，2013年；

## 作品在中國大陆的出版
- 莫里亞克/編，不著譯者，《帕斯卡爾文選》，廣西師範大學出版社，2002年。

## 相關書籍
- 郭宏安，《從蒙田到加繆：重建法國文學的閱讀空間》，生活‧讀書‧新知三聯書店，2007年。